# 維申基 (羅日謝區)
50°58′50″N 25°20′48″E / 50.98056°N 25.34667°E
維申基（烏克蘭語：Вишеньки），是烏克蘭的村落，位於該國西部沃倫州，由盧茨克區負責管轄，面積0.17平方公里，海拔高度176米，2001年人口331，人口密度每平方公里1,935.67人。